# RCD Mallorca
Real Club Deportivo Mallorca (kat. Reial Club Esportiu Mallorca) – hiszpański klub piłkarski, z siedzibą w mieście Palma (daw. Palma de Mallorca) na wyspie Majorka, wchodzącej w skład archipelagu Balearów. Założony 5 marca 1916, występuje w Primera División.

## Historia
Mallorca to najstarszy klub na Balearach. Powstał w 1916 roku z inicjatywy Adolfo Vázqueza, inżyniera republikańskiego, który nazwał go Junta Directiva del Alfonso XIII FBC na cześć króla Hiszpanii. Inauguracyjne spotkanie z katalońską FC Barceloną na pierwszym stadionie zespołu nazwanym Buenos Aires, odbyło się 25 marca 1916 i zakończyło porażką w stosunku 0–8. W 1917 klub zmienił swoją nazwę na Real Sociedad Alfonso XIII, która przetrwała do roku 1931, kiedy z powodów czysto politycznych przemianowano go na Club Deportivo Mallorca. W 1949 zespół otrzymał królewski patronat, dzięki czemu w nazwie pojawił się przedrostek Real.
Od 1931 Mallorca rozpoczęła swoje występy w ligach krajowych. 22 września 1945 do użytku został oddany nowy stadion – Es Fortí. Po raz pierwszy klub awansował do Segunda División w 1959, a do La Liga już sezon później. Na najwyższym szczeblu ligowym utrzymywał się przez trzy kolejne sezony.
W latach osiemdziesiątych i dziewięćdziesiątych, Mallorca ze zmiennym szczęściem powracała do najwyższej ligi, by następnie szybko z niej spaść. Na dobre powróciła tam dopiero po sezonie 1996–97, kończąc rozgrywki na drugim miejscu ustępując jedynie CP Mérida. W sezonie 2002/2003, pod wodzą Gregorio Manzano, zespół zakończył rozgrywki na dziewiątym miejscu, jednocześnie po raz pierwszy w historii wygrywając Puchar Hiszpanii. Wydarzyło się to pięć lat po ostatnim udziale w finale tego turnieju, kiedy zostali pokonani przez Recreativo de Huelva w stosunku 3–0 w Elche; wcześniej, w 1998–99, Mallorca miała okazje zagrać w finale Pucharu Zdobywców Pucharów UEFA, gdzie została pokonana przez włoskie S.S. Lazio 1–2.
22 lipca 2008 ogłoszono, że 96% akcji klubu RCD Mallorca zostało zakupione za kwotę około 50 milionów funtów przez kontrowersyjnego angielskiego biznesmena Paula Davidsona. W listopadzie okazało się, że Davidson nie jest w stanie zrealizować transakcji ze względu na brak środków, co wzmogło podejrzenia, że jego zainteresowanie nie było niczym więcej, jak tanim chwytem marketingowym. 15 stycznia 2009 hiszpański biznesmen Mateo Alemany kupił klub od rodziny Marti-Mingarro, powracając na fotel prezydenta klubu po trzech latach od opuszczenia tego stanowiska.
W końcówce maja 2010, Mallorca ogłosiła bankructwo i poddała się czynnościom prawnym z długiem szacowanym pomiędzy 42,5 a 51,3 milionów funtów. 28 czerwca 2010 do informacji podano, że konsorcjum na czele z Lorenzo Serra Ferrer i pochodzącą z Mallorci supergwiazdą tenisa – Rafaelem Nadalem wykupili klubowe akcje. Sprzedaż została zakończona z powodzeniem 9 lipca 2010.
Jednakże ze względu na złą sytuację finansową klubu, 22 lipca 2010 UEFA podjęła decyzję dotyczącą nieprzyznania Mallorce licencji na grę w Lidze Europy UEFA w sezonie 2010/2011 po tym, jak klub zapewnił sobie występ w tym turnieju poprzez zajęcie piątego miejsca w lidze. Pomimo tych zawirowań i kłopotów finansowych, Mallorca zdołała utrzymać się w najwyższej lidze po raz czternasty, dzięki nowemu managerowi Michaelowi Laudrupowi.
Niestety, po sezonie 2012/2013, w około dwa lata po odejściu Laudrupa, Mallorca spadła z najwyższej ligi po 16 sezonach obecności w La Liga. Powróciła tam po wywalczonym w sezonie 2018/2019 awansie, pokonując w barażach najpierw Albacete, a następnie Deportivo La Coruña.
24 czerwca 2020 roku gracz Realu Mallorca Luka Romero został najmłodszym piłkarzem, który zagrał w La Lidze. Argentyńczyk zadebiutował w wieku 15 lat i 219 dni.

## Obecny skład
Stan na 10 listopada 2019 r.
| Nr | Poz. | Piłkarz                                      |
| -- | ---- | -------------------------------------------- |
| 1  | BR   | Manuel Reina                                 |
| 2  | OB   | Joan Sastre                                  |
| 3  | OB   | Lumor Agbenyenu (wypożyczony z Sportingu CP) |
| 4  | PO   | Josep Señé                                   |
| 5  | OB   | Xisco Campos (kapitan)                       |
| 6  | PO   | Marc Pedraza                                 |
| 7  | NA   | Ariday Cabrera                               |
| 8  | PO   | Salva Sevilla                                |
| 9  | NA   | Abdón Prats                                  |
| 10 | NA   | Alexander Alegría                            |
| 11 | NA   | Lago Junior                                  |
| 12 | PO   | Iddrisu Baba                                 |
| 13 | BR   | Fabricio Agosto (wypożyczony z Fulham F.C.)  |
| 14 | PO   | Daniel Rodríguez                             |

| Nr | Poz. | Piłkarz                                            |
| -- | ---- | -------------------------------------------------- |
| 15 | OB   | Fran Gámez                                         |
| 16 | NA   | Yannis Salibur                                     |
| 17 | NA   | Aleksandar Trajkowski                              |
| 18 | OB   | Baba Rahman (wypożyczony z Chelsea F.C.)           |
| 19 | NA   | Pablo Chavarría                                    |
| 20 | OB   | Aleksandar Sedlar                                  |
| 21 | OB   | Antonio Raíllo                                     |
| 22 | NA   | Ante Budimir                                       |
| 23 | PO   | Aleix Febas                                        |
| 24 | OB   | Martin Valjent                                     |
| 25 | BR   | Miquel Parera                                      |
| 26 | PO   | Takefusa Kubo (wypożyczony z Realu Madryt)         |
| 27 | NA   | Juan Camilo Hernández (wypożyczony z Watford F.C.) |
| 41 | PO   | Luka Romero                                        |

### Piłkarze na wypożyczeniu
| Nr | Poz. | Piłkarz                                             |
| -- | ---- | --------------------------------------------------- |
|    | OB   | Franco Russo (w SD Ponferradina do 30 czerwca 2020) |
|    | NA   | Carlos García (w CD Lugo do 30 czerwca 2020)        |
|    | NA   | Stoichkov (w AD Alcorcón do 30 czerwca 2020)        |

| Nr | Poz. | Piłkarz                                                        |
| -- | ---- | -------------------------------------------------------------- |
|    | NA   | Pablo Valcarce (w SD Ponferradina do 30 czerwca 2020)          |
|    | NA   | Sergio Buenacasa (w SD Ponferradina do 30 czerwca 2020)        |
|    | NA   | Alejandro López de Groot (w Extremadura UD do 30 czerwca 2020) |

## Personel
| Funkcja                            | Obsada                     |
| ---------------------------------- | -------------------------- |
| Trener                             | Jose Luis Oltra            |
| Asystent trenera                   | Luci Martín                |
| Trener od przygotowania fizycznego | Miquel Brunet, Pep Alomar  |
| Trener bramkarzy                   | Miki Garro                 |
| Medycy                             | Tomeu Munar, Martí Cladera |
| Fizjoterapeuta                     | Vicenç Marí                |

### Zarząd
| Funkcja                                     | Obsada               |
| ------------------------------------------- | -------------------- |
| Prezydent                                   | Jaume Cladera        |
| Wiceprezydent / Director of football        | Lorenzo Serra Ferrer |
| Dyrektor ds. prawnych                       | Miquel Coca          |
| Dyrektor ds. PR and Fundació Reial Mallorca | Jaume Cladera        |
| Dyrektor ds. finansowych                    | Pere Terrasa         |
| Dyrektor Real Estate                        | Biel Cerdà           |
| Dytektor ds. marketingu                     | Fernando Martos      |

## Sukcesy
- Puchar Hiszpanii: 2003
- Finał Pucharu Hiszpanii: 1991, 1998, 2024
- Superpuchar Hiszpanii (Supercopa de España de Fútbol): 1999
- Finał Puchar Zdobywców Pucharów w piłce nożnej: 1998/99

## Rekordy

### Drużyna
- Najlepsza La Liga pozycja: Trzecia (1998–99, 2000–01)
- Rekordowa wygrana w La Liga: 7–1 przeciwko Recreativo de Huelva (h), 9 marca 2008
- Rekordowa porażka w La Liga: 7–0 przeciwko Atlético Madryt (a), 7 lutego 1988
- Najszybszy gol: 22 skunda – Dani García przeciwko Real Oviedo, 21 lutego 1999.
- Najwięcej bramek w sezonie: 61 (2000–01)

### Gracz
- Najwięcej spotkań: Miguel Ángel Nadal (255)
- Najwięcej goli strzelonych w La Liga: Samuel Eto’o (54)
- Najwięcej goli strzelonych w jednym sezonie La Liga: Daniel Güiza – 27 (2007–08)
- Trofeo Pichichi
  - Daniel Güiza – 27 (2007–08)
- Trofeo Zamora
  - Badou Ezzaki – 1988–89
  - Carlos Roa – 1998–99

## Dane klubu
- Adres: Estadi Son Moix, Camí dels Reis s/n 07011 Palma de Mallorca
- Fanklub: 17.000
- Łączna widownia w La Liga: 304.713 (2005–2006)
- Średnia frekwencja: 16.038 widzów (2005–2006)
- Oficjalny producent koszulek: Umbro
- Oficjalny sponsor na koszulkach: Betfred
- Pozostali sponsorzy:  Viajes Iberia, La Caixa, Cocacola, Aquabona, Asepeyo, Centrofoto, Lanjaron, Trablisa, Bancaja, Illes Balears, AMASK8

### Stadion
- Nazwa – Visit Mallorca Estadi
- Miasto – Palma de Mallorca
- Pojemność – 23 142
- Inauguracja – June 1999
- Wymiary murawy – 107 × 69 metrów
- Inne obiekty: – Ciudad deportiva Antonio Asensio, Estadi Lluís Sitjar
- Lokalizacja – Son Moix, Estadi Lluís Sitjar

## Hymn klubowy

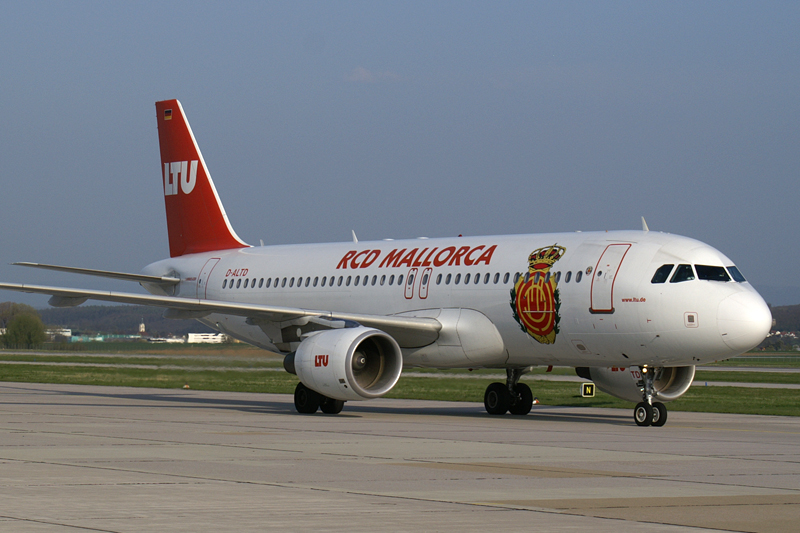
Samolot, którym porusza się drużyna, potrzebny ze względu na wyspiarską lokalizację klubu

Mallorca, Mallorca, tot Mallorca està amb tu;
i sempre direm com el Mallorca no hi ha ningú.
Mallorca, Mallorca,...
Cap amunt, cap amunt! sempre amunt,
sempre amunt! el Mallorca guanyarà.
Cap amunt, cap amunt! sempre amunt,
sempre amunt! el Mallorca triomfarà.
Mallorca!!, Mallorca!!
Mallorca!!, Mallorca!!
Mallorca, Mallorca
tot Mallorca...
Guanyarem, guanyarem!
triomfarem, triomfarem!
el Mallorca és superior!!
Guanyarem, guanyarem!!
triomfarem, triomfarem!!
El Mallorca és superior!!
Posłuchaj hymnu na oficjalnej stronie 

## Europejskie puchary
Legenda do wszystkich tabel:
- Q – runda eliminacyjna, 1/16, 1/8, 1/4, 1/2 – odpowiednia faza rozgrywek, Grupa – runda grupowa, 1r gr – pierwsza runda grupowa, 2r gr – druga runda grupowa, F – finał, R – runda, PO – play-off
- k. – rzuty karne, los. – losowanie, Dogr. – dogrywka, w. – zasada bramek strzelonych na wyjeździe

| Sezon     | Rozgrywki                 | Runda         | Klub                  | Dom     | Wyjazd  | Ogólnie    |
| --------- | ------------------------- | ------------- | --------------------- | ------- | ------- | ---------- |
| 1998/99   | Puchar Zdobywców Pucharów | 1R            | Hearts                | 1–1     | 1–0     | 2–1        |
| 1998/99   | Puchar Zdobywców Pucharów | 1/8           | KRC Genk              | 0–0     | 1–1     | 1–1, w.    |
| 1998/99   | Puchar Zdobywców Pucharów | 1/4           | NK Varaždin           | 3–1     | 0–0     | 3–1        |
| 1998/99   | Puchar Zdobywców Pucharów | 1/2           | Chelsea               | 1–0     | 1–1     | 2–1        |
| 1998/99   | Puchar Zdobywców Pucharów | F             | S.S. Lazio            | 1–2 (N) | 1–2 (N) | 1–2 (N)    |
| 1999/2000 | Liga Mistrzów             | 3Q            | Molde FK              | 1–1     | 0–0     | 1–1, w.    |
| 1999/2000 | Puchar UEFA               | 1R            | Sigma Ołomuniec       | 0–0     | 3–1     | 3–1        |
| 1999/2000 | Puchar UEFA               | 2R            | FK Teplice            | 3–0     | 2–1     | 5–1        |
| 1999/2000 | Puchar UEFA               | 3R            | AFC Ajax              | 2–0     | 1–0     | 3–0        |
| 1999/2000 | Puchar UEFA               | 1/8           | AS Monaco             | 4–1     | 0–1     | 4–2        |
| 1999/2000 | Puchar UEFA               | 1/4           | Galatasaray SK        | 1–4     | 1–2     | 2–6        |
| 2000      | Puchar Intertoto          | 2R            | Ceahlăul Piatra Neamț | 2–1     | 1–3     | 3–4        |
| 2001/02   | Liga Mistrzów             | 3Q            | Hajduk Split          | 2–0     | 0–1     | 2–1        |
| 2001/02   | Liga Mistrzów             | 1r gr Grupa C | Arsenal               | 1–0     | 1–3     | 3. miejsce |
| 2001/02   | Liga Mistrzów             | 1r gr Grupa C | Panathinaikos AO      | 1–0     | 0–2     | 3. miejsce |
| 2001/02   | Liga Mistrzów             | 1r gr Grupa C | FC Schalke 04         | 0–4     | 1–0     | 3. miejsce |
| 2001/02   | Puchar UEFA               | 3R            | Slovan Liberec        | 1–2     | 1–3     | 2–5        |
| 2003/04   | Puchar UEFA               | 1R            | APOEL FC              | 4–2     | 2–1     | 6–3        |
| 2003/04   | Puchar UEFA               | 2R            | FC København          | 1–1     | 2–1     | 3–2        |
| 2003/04   | Puchar UEFA               | 3R            | Spartak Moskwa        | 0–1     | 3–0     | 3–1        |
| 2003/04   | Puchar UEFA               | 1/8           | Newcastle United      | 0–3     | 1–4     | 1–7        |